# Slieve League
Slieve League (Sliabh Liag en irlandais) est la deuxième plus haute falaise d'Europe, culminant à 606 mètres. Elle se situe dans le comté de Donegal, en Irlande, et donne directement sur l'océan Atlantique.
En voiture, il est possible d'atteindre une plateforme d'observation panoramique en passant par le village de Kilbeg, mais le sommet ne peut être atteint qu'à pied.

Carte de Slieve League